# Quint Tul·li Ciceró el jove
Quint Tul·li Ciceró el jove (en llatí Quinctus Tullius Cicero) va ser un polític romà. Formava part de la gens Túl·lia. Era fill de Quint Tul·li Ciceró, germà de Ciceró l'orador, i de Pompònia, germana de Tit Pomponi Àtic.
Va néixer l'any 66 o 67 aC, perquè va vestir la toga viril, l'any 51 aC. Va passar una bona part de la seva infantesa amb el seu cosí Marc Tul·li Ciceró el jove, sota l'ull atent del pare d'aquest, Ciceró. Va acompanyar al seu cosí i al seu oncle, a Cilícia, on Ciceró havia de frenar l'entusiasme que mostrava, molt superior al seu fill, que necessitava estímuls constants. Abans d'abandonar Cilícia el seu oncle va mostrar alguns dubtes sobre la rectitud de Quint.
Després de Farsàlia (48 aC) va mostrar el seu caràcter violent acusant el seu oncle, amb l'esperança de ser perdonat més fàcilment per Juli Cèsar. Quan Cèsar el va perdonar, el va acompanyar a Hispània, i després de l'assassinat de Cèsar va ser mà dreta de Marc Antoni, però aviat es va passar a Brut i Cassi. El van incloure en les proscripcions de l'any 43 aC i va ser executat aquell mateix any a Roma. Es diu que, en certa manera, va corregir els seus errors anteriors quan l'estaven torturant abans de matar-lo, per la fermesa amb què es va negar a divulgar el lloc on el seu pare estava amagat.